# Пашко Ромац
Пашко Ромац (Вукшић, код Бенковца, 17. мај 1913 — Београд, 8. новембар 1982) био је учесник Народноослободилачке борбе, друштвено-политички радник СФР Југославије, СР Србије и САП Војводине и народни херој Југославије.

## Биографија
Рођен је 17. маја 1913. године у Вукшићу, код Бенковца. После завршетка основне школе, отишао је на изучавање кројачког заната у Костајницу. Касније је напустио занат и вратио се кући. Убрзо је у Водицама постао сеоски слуга. Након годину дана се у селу Томаш такође запослио као сеоски слуга. Ту је дошао у контакт са Стевом Швабићем, чланом Централног комитета КПЈ, који га је увео у круг комуниста. Године 1935. постао је члан Комунистичке партије Југославије (КПЈ).
Током служења војног рока, откривена је његова комунистичка делатност, па је изведен пред војни суд, који га је осудио на осам и по година робије. Казну је служио у Скопљу, Нишу и Сремској Митровици.
На робији је наставио учешће у комунистичким делатностима. У Сремској Митровици се одмах определио за апел ЦК КПЈ упућен комунистима на робији 1937. године, а односио се на фракционашку делатност Петка Милетића. Тада је био изабран за члана Казнионског комитета КПЈ. Накнадно је активно учествовао у припремању бекства из казнионе, августа 1941. године. После успешног бекства, заједно са партијском организацијом са терена, 9. септембра 1941, основали су Фрушкогорски партизански одред. Пашко је био изабран за десетара.
По директиви ЦК КПЈ, јавио се у Главни штаб НОПО Србије у Крупњу, након чега је распоређен на партијско-политички рад на Романију. По ослобађању Рогатице, 1941., изабран је за члана Окружног комитета КПЈ у Рогатици. Када су Прва пролетерска бригада и Врховни штаб НОВ и ПОЈ дошли у Рогатицу, био је одређен на дужност у Прву пролетерску бригаду, за политичког комесара Чете пратећих оруђа, а накнадно за политичког комесара Другог батаљона бригаде. Када је основана Прва далматинска бригада, 6. септембра 1942. године, упућен је на партијски рад за члана Политодела.
Након борби Главне оперативне групе на Сутјесци, постављен је од ВШ НОВ и ПОЈ на дужност политичког комесара Прве војвођанске бригаде, а мало потом за политичког комесара Шеснаесте војвођанске дивизије. На тој је дужности остао до краја рата.
Након ослобођења Сремске Митровице, 1944. године, распоређен је од ЦК КПЈ на партијски рад у Војводину. Априла 1945. године, биран је за члана Покрајинског комитета КПЈ за Војводину и за члана Политбироа истог комитета. Затим се налазио на дужности организационог секретара Покрајинског комитета КПЈ за Војводину, секретара Народног фронта, повереника за пољопривреду, члана Главног одбора и председника Привредног савета Војводине.
Биран је и за народног посланика Скупштине СР Србије. За члана Централног комитета Комунистичке партије Србије био је изабран на Оснивачком конгресу КП Србије, маја 1945. године.
Обављао је и многе остале друштвено-политичке и партијске дужности:
- народни посланик Савезне скупштине СФРЈ,
- председник дома Већа произвођача,
- председник Комисије за друштвени надзор Скупштине СФРЈ,
- председник Задружног савеза Југославије (ЗСЈ),
- потпредседник Централног већа Савеза синдиката Југославије,
- члан Централног комитета СКЈ,
- секретар Контролне комисије СКЈ,
- председник Комисије за материјално-финансијска питања ЦК СКЈ,
- члан Савета федерације.

Умро је 8. новембра 1982. године у Београду.

## Књиге и одликовања
Пашко Ромац је аутор две књиге, чија је радња везана уз његове доживљаје током рата. У књизи Борбе, приказао је неке од својих ратних догодовштина у јединицама у којима се налазио током рата, а у делу Бекство са робије, описао је бекство групе комуниста затвореника из казнионе у Сремској Митровици.
Носилац је Партизанске споменице 1941. и више иностраних и југословенских одликовања, међу којима су — Орден народног ослобођења, Орден братства и јединства са златним венцем, Орден рада са црвеном заставом, Орден партизанске звезде са сребрним венцем, Орден братства и јединства са сребрним венцем и Орден за храброст. Орденом народног хероја одликован је 27. новембра 1953. године.